# Karel Lismont
Karel Lismont (Borgloon, 8 maart 1949) is een Belgische voormalige atleet. Hij behoorde in de jaren zeventig van de 20e eeuw tot de wereldtoppers op de lange afstand. Hij werd zesmaal Belgisch kampioen, waarvan tweemaal bij het veldlopen, eenmaal op de 10 km en driemaal op de marathon. Hij nam viermaal deel aan de Olympische Spelen en veroverde hierbij eenmaal een zilveren en eenmaal een bronzen medaille.

## Biografie
Zijn eerste grote prijs won Lismont in 1971, toen hij in Helsinki Europees kampioen werd op de marathon. Lismont was toen nog relatief onbekend en voor een marathonloper van dit kaliber ook uitzonderlijk jong. Vijf dagen eerder finishte hij als zestiende op de 10.000 m in 28.31,2, op dat moment zijn persoonlijk beste tijd. Bij de marathon, zijn derde ooit, liep hij verrassend weg van concurrenten als zijn landgenoot Gaston Roelants en de Britse favorieten Trevor Wright en Ron Hill. Na Roelants was hij de tweede Belgische Europese atletiekkampioen.
In latere jaren bewees Lismont, die als beambte op het belastingkantoor in Brussel een volledige baan vervulde, geen eendagsvlieg te zijn. Tweemaal won hij een medaille op de Olympische Spelen, in 1972 in München zilver en in 1976 in Montreal brons. Ook won hij tweemaal brons op EK's en op de WK veldlopen.
In 1978 haalde Karel Lismont een bronzen medaille op het Europese marathonkampioenschap in Praag. Op de wereldkampioenschappen van 1983 in Helsinki werd hij negende met een tijd van 2:11.24.
In 1985 won Lismont de Route du Vin in 1:04.39.

## Kampioenschappen

### Internationale kampioenschappen
| Onderdeel | Titel               | Jaar             |
| --------- | ------------------- | ---------------- |
| marathon  | Europees kampioen   | 1971             |
| veldlopen | landenklassement WK | 1973, 1974, 1977 |

### Belgische kampioenschappen
| Onderdeel | Jaar             |
| --------- | ---------------- |
| 10.000 m  | 1973             |
| marathon  | 1970, 1971, 1974 |
| veldlopen | 1977, 1980       |

## Persoonlijke records
| Onderdeel | Prestatie       | Datum        | Plaats   |
| --------- | --------------- | ------------ | -------- |
| 10.000 m  | 27.56,75        | 29 mei 1976  | München  |
| marathon  | 2:11.13 (ex-NR) | 31 juli 1976 | Montreal |

## Palmares

### 3000 m
- 1967:  Fisec Spelen in Straatsburg - 8.25,6

### 5000 m
- 1974:  BK AC - 13.50,0

### 10.000 m
- 1969:  BK AC - 29.50,6
- 1970: 4e BK AC - 29.55,8
- 1971:  BK AC - 29.42,6
- 1971: 16e EK in Helsinki - 28.31,2
- 1972:  BK AC - 28.48,4
- 1973:  BK AC - 28.55,4
- 1974: 4e BK AC - 28.49,0
- 1974: 11e EK in Rome - 28.41,2
- 1975:  BK AC - 28.35,6
- 1976:  BK AC - 28.34,4
- 1978:  BK AC - 28.14,5
- 1978: 18e EK in Praag - 28.49,2
- 1979:  BK AC - 28.38,3
- 1981: 5e Memorial Van Damme - 28.14,89
- 1983:  BK AC - 29.49,29
- 1984:  BK AC - 29.06,10

### 10 km
- 1979:  Singelloop Utrecht (10.700 m) - 30.47

### halve marathon
- 1984: 4e halve marathon van Egmond - 1:07.53

### marathon
- 1970:  BK AC in Tessenderlo - 2:25.46
- 1971:  BK AC in Brussel - 2:15.48,2
- 1971:  EK - 2:13.09
- 1972:  OS - 2:14.32
- 1974:  BK AC in Kortemark - 2:11.13,2
- 1974: DNF EK
- 1976:  OS - 2:11.13 (NR)
- 1976:  marathon van Amsterdam - 2:18.48
- 1977:  marathon van Otsu - 2:14.08
- 1978:  EK - 2:12.08
- 1980:  marathon van Moskou - 2:13.27
- 1980: 13e marathon van Fukuoka - 2:13.35
- 1980: 9e OS - 2:13.27
- 1982:  marathon van Rome - 2:12.36 (te kort parcours)
- 1982: 8e marathon van Chicago - 2:13.02
- 1982: 5e marathon van Auckland - 2:15.27
- 1982:  EK - 2:16.04 (te kort parcours)
- 1983:  Westland Marathon - 2:15.31
- 1983: 9e WK in Helsinki - 2:11.24
- 1983:  marathon van Berlijn - 2:13.37
- 1984:  marathon van München - 2:12.50
- 1984: 4e marathon van Berlijn - 2:14.56
- 1984: 24e OS - 2:17.04
- 1986:  marathon van Hamburg - 2:12.12
- 1986:  marathon van Jersey City - 2:12.31
- 1987:  marathon van Hamburg - 2:13.46
- 1987:  marathon van Enschede - 2:14.03

### veldlopen
- 1973: 28e WK in Waregem
- 1973:  landenklassement WK
- 1974:  WK in Monza - 35.26,6
- 1974:  landenklassement WK
- 1976:  BK in Waregem - 32.48
- 1976: 4e WK in Chepstow - 35.08
- 1976:  landenklassement WK
- 1977:  BK in Waregem - 35.06
- 1977: 7e WK in Düsseldorf - 38.04
- 1977:  landenklassement WK
- 1978:  BK in Waregem
- 1978:  WK in Glasgow - 39.32,00
- 1980:  BK in Waregem - 35.44
- 1980: 11e WK in Parijs - 37.27,9
- 1980:  landenklassement WK
- 1982:  BK in Waregem
- 1982: 43e WK in Rome - 35.03,9
- 1983:  BK in Hechtel
- 1983: 46e WK in Gateshead - 38.10
- 1984: 62e WK in New York - 34.43
- 1986:  BK in Waregem
- 1986: 127e WK in Neuchâtel - 37.58,5

## Onderscheidingen
- Nationale trofee voor sportverdienste - 1972
- Gouden Spike - 1972

1928 Louis Crooy en Victor Groenen · 1929 Georges Ronsse · 1930 Hyacinthe Roosen · 1931 René Milhoux en Jules Tacheny · 1933 Jef Scherens · 1934 Union Sint-Gillis · 1935 Arnold de Looz-Corswarem · 1936 Ernest Demuyter · 1937 Joseph Mostert · 1938 Hubert Carton de Wiart · 1939 Henry de Menten de Horne · 1940 Fernande Caroen · 1941 Jan Guilini · 1942 Pol Braekman · 1943 Albert de Ligne · 1944 niet toegekend · 1945 vliegend personeel van de Belgische sectie van de Royal Air Force · 1946 Gaston Reiff · 1947 Micheline Lannoy en Pierre Baugniet · 1948 Etienne Gailly · 1949 Feru Moulin · 1950 Briek Schotte · 1951 Johny Claes en Jacques Ickx · 1952 André Noyelle · 1953 bemanning van het jacht Omoo (zeilsport) · 1954 Adolf Verschueren · 1955 Roger Moens · 1956 Gilberte Thirion · 1957 Jacky Brichant en Philippe Washer · 1958 René Baeten · 1959 Belgische hockeyploeg bij de mannen · 1960 Flory Van Donck · 1961 Rik Van Looy · 1962 Gaston Roelants · 1963 Aureel Vandendriessche · 1964 Joël Robert · 1965 Eerste Jachtwing van de Belgische Luchtmacht · 1966 Raymond Ceulemans · 1967 Ferdinand Bracke en Eddy Merckx · 1968 Jacky Ickx · 1969 Serge Reding · 1970 Freddy Herbrand · 1971 Miel Puttemans · 1972 Karel Lismont · 1973 Roger De Coster · 1974 Paul Van Himst · 1975 Jean-Pierre Burny · 1976 Ivo Van Damme · 1977 Gaston Rahier · 1978 RSC Anderlecht · 1979 Robert Van de Walle · 1980 Belgische voetbalploeg bij de mannen · 1981 Annie Lambrechts · 1982 Ingrid Berghmans · 1983 Eddy Annys · 1984 André Malherbe · 1985 niet toegekend · 1986 William Van Dijck · 1987 Ingrid Lempereur · 1988 Eric Geboers · 1989 Michel Preud'homme · 1990 Jan Ceulemans · 1991 Jean-Michel Saive · 1992 Annelies Bredael · 1993 Vincent Rousseau · 1994 Brigitte Becue · 1995 Frédérik Deburghgraeve · 1996 Johan Museeuw · 1997 Luc Van Lierde · 1998 Ulla Werbrouck · 1999 Gella Vandecaveye · 2000 Joël Smets · 2001 Kim Clijsters en Justine Henin · 2002 Marc Wilmots · 2003 Stefan Everts · 2004 Axel Merckx · 2005 Tom Boonen · 2006 Kim Gevaert en Tia Hellebaut · 2007 4x100m-estafetteploeg voor vrouwen · 2008 niet toegekend · 2009 Philippe Gilbert · 2010 Philippe Le Jeune · 2011 Kevin Borlée · 2012 Evi Van Acker · 2013 Frederik Van Lierde · 2014 Daniel Van Buyten · 2015 4x400m-estafetteploeg voor mannen · 2016 Nafissatou Thiam · 2017 David Goffin · 2018 Nina Derwael · 2019 Belgische hockeyploeg bij de mannen · 2020 Wout van Aert · 2021 Bashir Abdi · 2022 Remco Evenepoel · 2023 Bart Swings · 2024 Lotte Kopecky